# Palaeagapetus nearcticus
Palaeagapetus nearcticus är en nattsländeart som beskrevs av Banks 1936. Palaeagapetus nearcticus ingår i släktet Palaeagapetus och familjen smånattsländor. Inga underarter finns listade i Catalogue of Life.